# 香港城市大學應用程式實驗室
香港城市大學應用程式實驗室（英語：CityU Apps Lab，縮寫：CAL），是香港城市大學一個推廣創新科技教育，跨學科知識和技能的實驗室。

## 歷史背景
應用程式實驗室於2013年透過大學教育資助委員會UGC Community of Practice (CoP): Technology and Creativity Community撥款而成立，隸屬電機工程學系，旨在建立實踐社群(Community of Practice)，鼓勵修讀香港中小學及各大專院校不同專業的學生參與開發應用程式，幫助學生提升跨學科知識和技能，跳出既有的框架作思考 (thinking out of box)以達至創新(innovation)  ，為科技業界培育人才，現總監為香港科技創新教育聯盟主席，香港城市大學協理學務副校長（數碼學習）張澤松教授。

## 活動

### 編程一小時
應用程式實驗室與香港各中小學聯合推廣「編程一小時」香港區活動 (The Hour of Code HK)，「編程一小時」源自美國，並由Code.org籌辦。Code.org是一間推廣計算機科學教育的非牟利組織。
編程是學生於21世紀需要學習的實用技能，編程教育目的都是啟發學生創意，提供自主學習的機會，增加對邏輯思維與解決問題(Problem Solving)的訓練，建立運算思維 (Computational Thinking)，並希望學生能將這些技能應用在日常生活當中。
學習編程能培養學生的創新及邏輯思維，以尋求解決問題的方法。學生即使未必會選擇投身電腦編程行業，在編程課堂中亦獲益良多。

### 設計思維
設計思維(Design Thinking)

### 機器人比賽
全港初中生機械人大賽及全港大專生機器人大賽

## 另見
- 香港STEAM教育
- Code.org
- 計算思維
- 資訊及通訊科技教育
- 香港資訊科技教育
- 資訊科技教育卓越中心
- 教育局藝術與科技教育中心

## 外部連結
- 官方网站
- CityuAppsLab的Facebook專頁
- Hour of Code Hong Kong 一小時編程香港的Facebook專頁
- The Hour of Code HK （页面存档备份，存于）